# Abell 1835 IR1916
Abell 1835 IR1916 (también conocida como Abell 1835, Galaxia Abell 1835, o Galaxia Abell 1835 IR1916) es la galaxia más lejana jamás observada hasta 2007. Se encuentra detrás del cúmulo de galaxias Abell 1835, en la constelación de Virgo. Fue descubierta por astrónomos franceses y suizos del ESO utilizando el Very Large Telescope.
Los análisis de las observaciones indicaron que Abell 1835 IR1916 tiene un factor de corrimiento al rojo de z~10,0, lo que significa que esta aparece tal cual era hace 13.200 millones de años, sólo 500 millones de años después del Big Bang. Este corrimiento al rojo además implica una distancia comóvil de la Tierra de cerca de 13 mil millones de años luz.

## Descubrimiento
Roser Pello, del Observatorio Midi, en los Pirineos, Francia, junto con cuatro colegas, afirmó en 2004 haber identificado un fragmento de galaxia extremadamente débil con un corrimiento al rojo de 10,0. Esto es equivalente a decir que se ve desde la Tierra como era sólo 460 millones de años después del nacimiento del universo -un 3,5 por ciento de la edad cósmica actual-, cuando la "edad oscura" que siguió al Big Bang estaba llegando a su fin y nacían las primeras estrellas y galaxias.
La observación fue posible gracias a que un cúmulo de galaxias más cercano (Abell 1835, en Virgo) está actuando como una potente lente gravitacional, como si se tratase de un teleobjetivo gigante situado frente al reflector VLT de 8,2 metros. Los astrónomos europeos estimaron que por una afortunada casualidad debido a su localización, la débil luz de la galaxia está amplificada de 25 a 100 veces (3,5 a 5 magnitudes) por la lente gravitacional, efecto que se habría conseguido en el hipotético caso de ampliar la apertura del VLT a 40-80 metros.

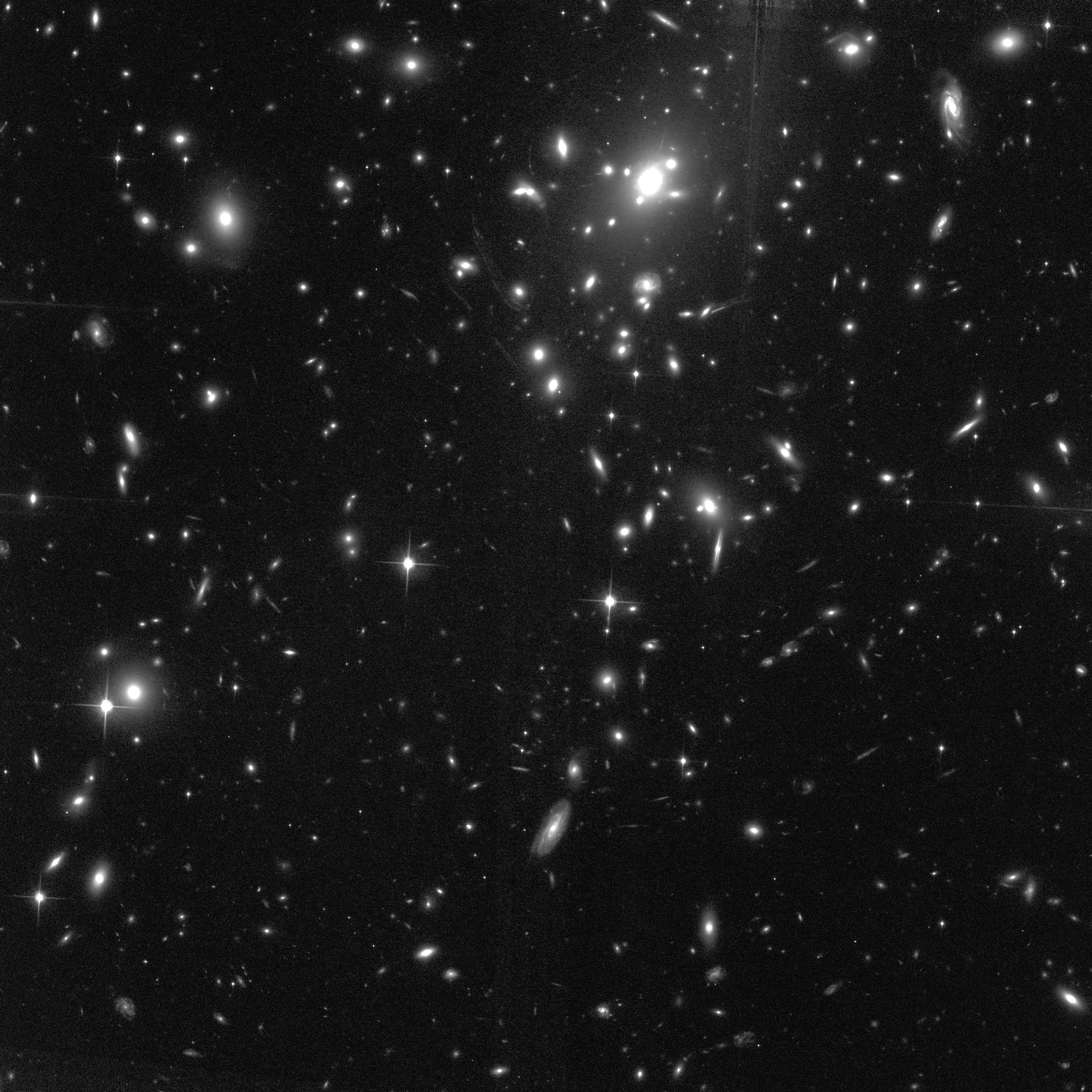
El cúmulo de galaxias Abell 1835 tras el cual se descubrió la galaxia Abell 1835 IR1916.

## Dificultad de observación
Los objetos con altos corrimientos al rojo son extremadamente débiles por diversas razones. No se trata simplemente de que estén muy lejanos. Su radiación también se debilita en gran medida por el desplazamiento al rojo; un fotón que muestre un corrimiento (z) de 10 presenta una reducción de hasta una onceava parte de su longitud de onda original, con lo cual está debilitada su energía en un factor de 11. Por otra parte, en cualquier segundo dado recibiremos once veces menos cantidad de estos debilitados fotones que si no hubiese ocurrido un desplazamiento al rojo. Y además de todo lo anterior, las primeras galaxias en sí mismas eran tan sólo pequeños fragmentos, los cuales más tarde se mezclarían para dar lugar a las grandes galaxias que componen el universo actual.
El objeto encontrado por los astrónomos europeos es tan tenue como para calificarse de magnitud 26 en la banda J cercana al infrarrojo, y además es invisible a todas las longitudes de onda inferiores. Se encontró que contiene sólo una diezmilésima parte de la masa de la Vía Láctea, y sólo puede verse gracias a que está situado debajo de una vigorosa formación estelar.
El primer paso para encontrarlo fue identificar objetos candidatos tras la lente gravitacional que tuviesen los colores infrarrojos adecuados para un objeto con un muy alto corrimiento al rojo. Una vez que los astrónomos localizaron una buena opción, consiguieron detectar una línea de emisión muy débil en el objeto, en la longitud de onda cercana al infrarrojo de 1,34 micrones. Identificaron esta línea mediante la fuerte emisión Lyman-alfa del hidrógeno a 0,1216 micrones en el ultravioleta lejano.